# Polymorphinoides
Polymorphinoides es un género de foraminífero bentónico considerado un sinónimo posterior de Astacolus de la subfamilia Marginulininae, de la familia Vaginulinidae, de la superfamilia Nodosarioidea, del suborden Lagenina y del orden Lagenida. Su especie tipo era Polymorphinoides spiralis. Su rango cronoestratigráfico abarcaba desde el Mioceno hasta el Plioceno.

## Discusión
Algunas clasificaciones incluirían Polymorphinoides en la Familia Marginulinidae.

## Clasificación
Polymorphinoides incluía a la siguiente especie:
- Polymorphinoides spiralis †